# 34452 Jenniparker
34452 Jenniparker este o planetă minoră (asteroid) din centura de asteroizi. A fost descoperită pe 24 septembrie 2000 la Experimental Test Site⁠(d) de Lincoln Near-Earth Asteroid Research. 
Obiectul prezintă o orbită caracterizată de o semiaxă mare de 2,7236254 UAi, o excentricitate de 0,05, o înclinație de 4,25606 ° în raport cu ecliptica.